# Renz Rotteveel
Renz Rotteveel (Oude Wetering, 27 januari 1989) is een Nederlandse oud-langebaanschaatser.

## Biografie
Op zijn achtste begon hij met schaatsen op de ijsbaan in Leiden. Na vier jaar was hij zover gevorderd dat hij mocht gaan trainen op ijsbaan de Uithof in Den Haag. Al snel bleek dat hij talent had daarom kreeg hij toen hij dertien was een uitnodiging voor de gewestelijke selectie. Op zijn vijftiende werd hij Nederlands kampioen bij de Junioren C. Tijdens zijn debuut op het NK Allround 2008 op de Groningse ijsbaan Kardinge eindigde hij op de 18e plaats. Op het NK van 2009 in Thialf werd hij gediskwalificeerd wegens een foute wissel nadat hij op de tien kilometer was ingehaald door Bob de Jong. Later dat jaar won Rotteveel zilver en brons op de Universiade in China.
Op het OKT in december 2009 plaatste Rotteveel zich voor het EK in Hamar in 2010, waar hij als achtste in het klassement eindigde. Het NK Allround 2010 sloot hij op de zesde plaats af.
Na jarenlang in het Gewest Zuid-Holland onder leiding van Wim den Elsen en Arnold van der Poel geschaatst te hebben, stapte Rotteveel in 2010 over naar Hofmeier. Op de NK afstanden 2011, zijn eerste grote wedstrijd in het tenue van Hofmeier, toonde Rotteveel aan een echte allrounder te zijn; hij eindigde hij op drie afstanden in de top tien, maar wist zich nergens te plaatsen voor de wereldbeker. Op het NK Allround scherpte hij op alle vier de afstanden zijn pr's aan en eindigde hij als vierde in het eindklassement wat hem het laatste EK-ticket opleverde. Het seizoen daarna miste hij de allroundtoernooien, maar met 1.47,22 won Rotteveel de zilveren medaille op het NK Afstanden van 2013 op de 1500 meter en werd hij derde op het NK Allround, waardoor hij zich plaatste voor het EK in Heerenveen. Het EK viel met een tiende plaats iets tegen, maar op het WK allround in Hamar werd hij zesde en tweede Nederlander.
Sinds 2013 kwam Rotteveel uit voor Team Corendon, sinds die ploeg in 2013 het restant van Hofmeier/Team Hart/Team Van Veen overnam. Het Olympische seizoen 2013/2014 begon voor Rotteveel teleurstellend. Bij de NK Afstanden bleef hij ver verwijderd van plaatsing voor de wereldbeker en ook op het OKT eind december kon hij zich niet mengen om de bovenste plaatsen. Begin januari, bij het EK Allround in Hamar, reed Rotteveel wél sterk. Als typische allrounder met louter top-10 klasseringen en een dik PR op de 10.000 meter werd hij uiteindelijk zesde in het eindklassement, zijn beste prestatie op een Europees Kampioenschap. Ook werd hij nog zevende op het WK allround.
In de seizoenen 2014/2015 en 2015/2016 ging het stukken minder en Rotteveel wist zich niet voor de internationale wedstrijden te plaatsen. Ook kampte hij met hartritmestoornissen. In 2016 zette hij een punt achter zijn carrière omdat hij niet het vertrouwen had dat hij weer op topniveau zou kunnen terugkeren.

## Persoonlijke records
| Afstand      | Tijd     | Datum            | Baan       |
| ------------ | -------- | ---------------- | ---------- |
| 500 meter    | 36,48    | 12 februari 2011 | Calgary    |
| 1000 meter   | 1.12,90  | 17 november 2009 | Heerenveen |
| 1500 meter   | 1.45,33  | 13 februari 2011 | Calgary    |
| 3000 meter   | 3.45,76  | 26 oktober 2012  | Inzell     |
| 5000 meter   | 6.20,25  | 12 februari 2011 | Calgary    |
| 10.000 meter | 13.26,75 | 12 januari 2014  | Hamar      |

## Resultaten
| Jaar | NK Afstanden                 | NK Allround | EK Allround             | WK Allround              |
| ---- | ---------------------------- | ----------- | ----------------------- | ------------------------ |
| 2008 | 21e 1500m                    | NC18        |                         |                          |
| 2009 | 19e 1500m 11e 5000m          | 12e         |                         |                          |
| 2010 | 15e 1500m 8e 5000m           | 6e          | 8e (13e, 9e, 13e, 9e)   |                          |
| 2011 | 8e 1500m 6e 5000m 9e 10.000m | 4e          | 11e (13e, 7e, 23e, 11e) | 10e (13e, 10e, 23e, 10e) |
| 2012 | 12e 1500m 16e 5000m          | 5e          |                         |                          |
| 2013 | 1500m · 11e 5000m            | Brons       | 10e (12e, 8e, 9e, nc)   | 6e (14e, 7e, 11e, 5e)    |
| 2014 | 17e 1500m 11e 5000m          | Zilver      | 6e (8e, 6e, 8e, 6e)     | 7e (13e, 4e, 5e, 6e)     |
| 2015 | 18e 1500m 15e 5000m          | 7e          |                         |                          |
| 2016 | DNF 5000m                    |             |                         |                          |